# Colibri du Chimborazo
Oreotrochilus chimborazo
Espèce
Répartition géographique
Statut de conservation UICN

 LC  : Préoccupation mineure
Statut CITES
Le Colibri du Chimborazo (Oreotrochilus chimborazo) est une espèce d'oiseaux de la famille des Trochilidae.

## Habitat
Ses habitats sont les prairies de hautes altitudes et les terres de pâturage.

## Répartition et sous-espèces
D'après Alan P. Peterson, cette espèce est constituée des trois sous-espèces suivantes :
- Oreotrochilus chimborazo jamesonii Jardine, 1849 — monts de l'extrême-sud de la Colombie et du nord de l'Équateur (Cotacachi, Pichincha, Illiniza, Antisana et Cotopaxi) ;
- Oreotrochilus chimborazo soderstromi Lonnberg & Rendahl, 1922 — mont Quilotoa ;
- Oreotrochilus chimborazo chimborazo (Delattre & Bourcier, 1846) — mont Chimborazo.